# Торнтон (Вісконсин)
Торнтон (англ. Thornton) — переписна місцевість (CDP) в США, в окрузі Шавано штату Вісконсин. Населення — 63 особи (2020).

## Географія
Торнтон розташований за координатами 44°47′55″ пн. ш. 88°41′28″ зх. д. / 44.79861° пн. ш. 88.69111° зх. д. (44.798508, -88.691213).  За даними Бюро перепису населення США в 2010 році переписна місцевість мала площу 0,67 км², уся площа — суходіл.

## Демографія
Згідно з переписом 2010 року, у переписній місцевості мешкало 65 осіб у 29 домогосподарствах у складі 21 родини. Густота населення становила 97 осіб/км².  Було 31 помешкання (46/км²).
Расовий склад населення:
| - 89,2 % — білих - 6,2 % — корінних американців |

До двох чи більше рас належало 4,6 %. Частка іспаномовних становила 1,5 % від усіх жителів.
За віковим діапазоном населення розподілялося таким чином: 20,0 % — особи молодші 18 років, 61,5 % — особи у віці 18—64 років, 18,5 % — особи у віці 65 років та старші. Медіана віку мешканця становила 47,8 року. На 100 осіб жіночої статі у переписній місцевості припадало 91,2 чоловіків;  на 100 жінок у віці від 18 років та старших — 79,3 чоловіків також старших 18 років.
Середній дохід на одне домашнє господарство  становив 46 398 доларів США (медіана — 43 571), а середній дохід на одну сім'ю — 47 848 доларів (медіана — 44 583). Медіана доходів становила 31 250 доларів для чоловіків та 34 205 доларів для жінок. За межею бідності перебувало 15,5 % осіб, у тому числі 48,1 % дітей у віці до 18 років та 0,0 % осіб у віці 65 років та старших.
Цивільне працевлаштоване населення становило 52 особи. Основні галузі зайнятості: освіта, охорона здоров'я та соціальна допомога — 40,4 %, роздрібна торгівля — 17,3 %, виробництво — 17,3 %.